# Hot Bird 13E
Hot Bird 13E (precedentemente chiamato Hot Bird 7A, Eurobird 9A ed Eutelsat 9A) è un satellite televisivo del gruppo Eutelsat Communications; la posizione attuale del satellite geostazionario è 13° est.

## Storia
Prodotto dalla EADS Astrium, fu lanciato l'11 marzo 2006 dal Centre spatial guyanais col vettore Ariane 5 ECA.
Equipaggiato con un carico utile di 38 transponder in banda Ku, da marzo 2006, quando ha sostituito Hot Bird 1, fino a febbraio 2009 si è chiamato Hot Bird 7A a 13° est; rimpiazzato a sua volta da Hot Bird 9 è stato rinominato Eurobird 9A e spostato nel settembre dello stesso anno a 9° est.  Il 1º marzo 2012, in seguito ad una ridenominazione dell'intera flotta satellitare, ha cambiato nuovamente il nome in Eutelsat 9A, mentre nel 2016 viene ricollocato sui 13° est e rinominato Hot Bird 13E.